# Nakajima Ki-44
El Nakajima Ki-44 Shōki (鍾馗 Zhong Kui?) fue un caza monoplaza y monomotor utilizado por el Servicio Aéreo del Ejército Imperial Japonés durante la Segunda Guerra Mundial. Su designación oficial en el Ejército Japonés era Monoplaza de Caza del Ejército Tipo 2 Modelo 1A Shoki (二式単座戦闘機), y su nombre en clave para los Aliados era “Tojo”. Realizó su primer vuelo en agosto de 1940 y entró en servicio en 1942.

## Desarrollo e historia
La compañía Nakajima Hikoki K.K. diseñó y desarrolló casi simultáneamente que el Nakajima Ki-43 Hayabusa un interceptor en el que primaría las altas prestaciones prioritariamente en la alta velocidad y máximo ascenso. Estaba propulsado por un motor radial Nakajima Ha-41 de 1.250 cv. Su configuración general era similar al Ki-43 y, el prototipo voló por vez primera en agosto de 1940. 
En un principio, su alta velocidad de aterrizaje, su escasa visibilidad en el suelo y severas restricciones de maniobrabilidad de resultas de que tenía una alta carga alar en comparación con el ágil Ki-43, le hizo impopular a los pilotos. A pesar de ello, el Ki-44 demostró ser superior a su predecesor en las pruebas de vuelo. Era un excelente interceptor y podía igualar a los mejores modelos de los Aliados en ascensos y picados, dándole a los pilotos mucha más flexibilidad en combate. Por otra parte, su armamento (que incluía en algunas versiones cañones automáticos de 40 mm) era muy superior al de los más antiguos Ki-43. Estas características hacían de este caza un efectivo destructor de bombarderos estadounidenses como los B-29 Superfortress y una de las prioridades del Alto Mando Japonés durante el último año de la guerra. Pero el escaso entrenamiento de los pilotos en la última parte del conflicto solía provocar que el Ki-44 fuera un blanco fácil para los más experimentados pilotos aliados.

## Operadores

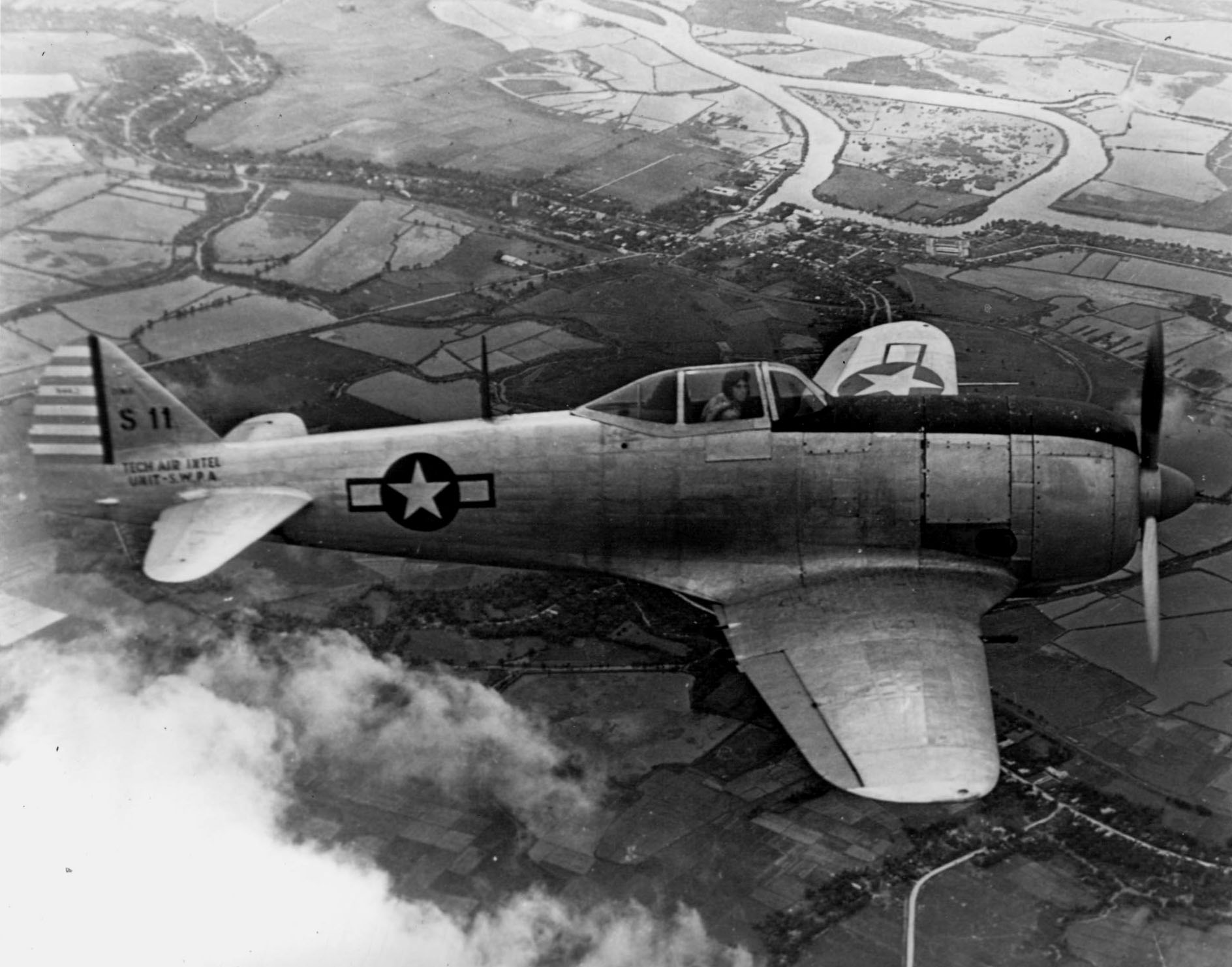
Ki-44 capturado con colores de la USAAF

### En la Segunda Guerra Mundial
Japón
- Servicio Aéreo del Ejército Imperial Japonés. Prestó servicio en los Hikō Sentai N.º 9, 22, 23, 29, 47, 59, 64, 70, 85, 87, 104 y 246, así como en las escuelas de vuelo de Akeno e Hitachi.[3]

 Manchukuo
- Fuerza Aérea de Manchukuo

### En posguerra
Indonesia
- Las guerrillas que luchaban por la independencia de Indonesia capturaron en 1945 un pequeño número de aviones en las bases aéreas que tenía Japón. La mayoría de los aviones fueron destruidos en conflictos militares entre los Países Bajos y la entonces recientemente proclamada República de Indonesia durante la Revolución Nacional de Indonesia entre 1945 y 1949.

 República de China
- La Fuerza Aérea de la República de China puso en servicio algunos aviones capturados en el 18º Chungtui (escuadrón) entre octubre de 1945 y agosto de 1946.[4]

 República Popular China
- La Fuerza Aérea del Ejército Popular de Liberación utilizó algunos aviones capturados a Japón y Manchukuo.

## Especificaciones (Ki-44-IIb)
Referencia datos: Nakajima Ki-44 Shoki ('Tojo'), Aircraft in Profile no.255; Japanese Aircraft of the Pacific War

### Características generales
- Tripulación: 1 (piloto)
- Longitud: 8,84 m
- Envergadura: 9,45 m
- Altura: 3,25 m
- Superficie alar: 15 m²
- Peso vacío: 2105 kg (4639,4 lb)
- Peso cargado: 2764 kg (6091,9 lb)
- Peso máximo al despegue: 2995 kg (6601 lb)
- Planta motriz: 1× Nakajima Ha-109 Tipo 2, radial de 14 cilindros refrigerado por aire.
  - Potencia: 1118 kW (1499 HP; 1520 CV)
- Hélices: 1× tripala por motor.

### Rendimiento
- Velocidad máxima operativa (Vno): 605 km/h (376 MPH; 327 kt)
- Velocidad crucero (Vc): 400 km/h (249 MPH; 216 kt)
- Velocidad de entrada en pérdida (Vs): 150 km/h (93 MPH; 81 kt)
- Alcance: 1700 km (918 nmi; 1056 mi)
- Techo de vuelo: 11 200 m (36 745 ft)
- Régimen de ascenso: 4 min y 17 s en alcanzar los 5000 m
- Carga alar: 199,7 kg/m² (40,9 lb/ft²)
- Potencia/peso: 0,38 kW/kg

### Armamento
- Ametralladoras: 

  - 4x Tipo 1 (Ho-103)  de 12,7 mm (dos ubicadas en el capó del motor y sincronizadas con la hélice, con una cadencia estimada de 657 disparos/minuto; dos en las alas con una cadencia de 900 disparos/minuto), con cintas de 760 cartuchos cada una

### Desarrollos relacionados
- Nakajima Ki-43
- Nakajima Ki-84

### Aeronaves similares
- Focke-Wulf Fw 190
- Mitsubishi J2M
- Polikarpov I-180
- Republic P-43 Lancer

### Listas relacionadas
- Anexo:Cazas de la Segunda Guerra Mundial